# Pyhäntä
Pyhäntä är en kommun i landskapet Norra Österbotten i Finland. Pyhäntä har 1 631 invånare och har en yta på 847,48 km².
Grannkommuner är Kajana, Kiuruvesi, Kärsämäki, Pyhäjärvi och Siikalatva.
Pyhäntä är enspråkigt finskt.

## Tätorter
Vid tätortsavgränsningen den 31 december 2021 fanns endast en tätort inom Pyhäntä kommuns område: Pyhäntä kyrkoby med 908 invånare.

## Styre och politik

### Mandatfördelning i Pyhäntä kommun, valen 1976–2021
| 3 | 13 | 1 |

| 3 | 1 | 1 | 11 | 1 |

| 2 | 1 | 1 | 11 | 2 |

| 2 | 2 | 15 | 2 |

| 2 | 2 | 1 | 15 | 1 |

| 2 | 1 | 17 | 1 |

| 1 | 1 | 13 | 2 |

| 2 | 14 | 1 |

| 9 | 8 |

| 2 | 12 | 1 |

| 8 | 7 |

| 1 | 1 | 2 | 10 | 1 |

| 12 | 3 |

| 2 | 1 | 12 |

| 10 | 5 |

| 1 | 3 | 10 | 1 |

| 9 | 6 |

### Vänorter
Pyhäntä har inga vänorter.

## Befolkning

### Befolkningsutveckling
| Befolkningsutvecklingen i Pyhäntä kommun 1975–2020                                                           | Befolkningsutvecklingen i Pyhäntä kommun 1975–2020 | Befolkningsutvecklingen i Pyhäntä kommun 1975–2020 | Befolkningsutvecklingen i Pyhäntä kommun 1975–2020 | Befolkningsutvecklingen i Pyhäntä kommun 1975–2020 |
| --- | -------------------------------------------------- | -------------------------------------------------- | -------------------------------------------------- | -------------------------------------------------- |
| |                                                    |                                                    |                                                    |                                                    |
| År |                                                    |                                                    | Folkmängd                                          |                                                    |
| 1975 | 1975                                               |                                                    | 1 636                                              |                                                    |
| 1980 | 1980                                               |                                                    | 1 687                                              |                                                    |
| 1985 | 1985                                               |                                                    | 1 977                                              |                                                    |
| 1990 | 1990                                               |                                                    | 2 097                                              |                                                    |
| 1995 | 1995                                               |                                                    | 2 060                                              |                                                    |
| 2000 | 2000                                               |                                                    | 1 911                                              |                                                    |
| 2005 | 2005                                               |                                                    | 1 834                                              |                                                    |
| 2010 | 2010                                               |                                                    | 1 633                                              |                                                    |
| 2015 | 2015                                               |                                                    | 1 587                                              |                                                    |
| 2020 | 2020                                               |                                                    | 1 593                                              |                                                    |
| Anm: Uppgifterna avser förhållandena den 31 december nämnda år enligt områdesindelningen den 1 januari 2022. |                                                    |                                                    |                                                    |                                                    |

### Språk
Befolkningen efter språk (modersmål) den 31 december 2021. Finska, svenska och samiska räknas som inhemska språk då de har officiell status i landet. Resten av språken räknas som främmande. För språk med färre än 10 talare är siffran dold av Statistikcentralen på grund av sekretesskäl.
| Språk                        | Talare 2021-12-31 | Talare 2021-12-31 |
| Språk                        | Antal             | Andel (%)         |
| ---------------------------- | ----------------- | ----------------- |
| Hela befolkningen            | 1 631             | 100,0             |
| Finska                       | 1 539             | 94,4              |
| Inhemska språk totalt        | 1 539             | 94,4              |
| Svenska                      | 0                 | 0,0               |
| Främmande språk totalt       | 92                | 5,6               |
| Ryska                        | 43                | 2,6               |
| Ukrainska                    | 28                | 1,7               |
| Språk med färre än 10 talare | 21                | 1,3               |

|  | Finska (94,4 %) |

|  | Svenska (0,0 %) |

|  | Främmande språk (5,6 %) |

|  | Finska (94,4 %) |

|  | Svenska (0,0 %) |

|  | Främmande språk (5,6 %) |